# 悪魔のいけにえ -レザーフェイス・リターンズ-
『悪魔のいけにえ -レザーフェイス・リターンズ-』（原題：Texas Chainsaw Massacre）は、2022年公開予定のアメリカ合衆国のホラー映画。人気ホラー映画『悪魔のいけにえ』シリーズの第9作であり、1作目の直接的な続編となる。第1作のヒロインであるサリーも登場するが、1作目でサリーを演じたマリリン・バーンズは2014年に亡くなっている。2022年2月18日よりNetflixで独占配信。

## あらすじ
メロディは妹のライラや友人たちと共に理想的な新しいビジネスを始めようと、テキサス州の小さな町に移り住む。
だが、地域の住民たちを悩ませてきた狂気の連続殺人鬼レザーフェイスの棲家に土足で踏み込んでしまったことから、再び惨劇の幕が上がる。

## キャスト
※括弧内は日本語吹替。
- メロディ：サラ・ヤーキン（森なな子）
- ライラ：エルシー・フィッシャー（関根有咲）
- ダンテ：ジェイコブ・ラティモア（佐藤せつじ）
- ルース：ネル・ハドソン
- サリー・ハーデスティ（英語版）：オルウェン・フエレ（泉晶子[a]）
- マック夫人：アリス・クリーグ（沢田敏子）
- ハサウェイ保安官：ウィリアム・ホープ
- レザーフェイス：マーク・バーナム（石住昭彦）
- リクター：モー・ダンフォード（宮本淳）
- キャサリン：ジェシカ・アレイン

## 評価
レビュー・アグリゲーターのRotten Tomatoesでは150件のレビューで支持率は32%、平均点は4.40/10となった。Metacriticでは28件のレビューを基に加重平均値が34/100となった。